# Пенджаб (штат Індії)
Пенджа́б (пенджаб. ਪੰਜਾਬ, panjāb; англ. Punjab) — штат на північному заході Індії. Столиця — Чандігарх (не входить адміністративно до складу Пенджабу, а утворює окрему союзну територію), найбільше місто — Лудхіяна. Населення 24,99 млн. (15-е місце серед штатів; дані на 2001 рік). Цей індійський штат утворює частину більшого регіону під тією ж назвою, куди також входять пакистанська провінція Пенджаб, а також індійські штати Хар'яна і Хімачал-Прадеш.

## Відомі люди
- Манджит Бава (1941—2008) — сучасний індійський художник.